# Schafhölle
Schafhölle – jezioro na zachodnim skraju Frankfurtu nad Odrą, w dzielnicy Hohenwalde, w rezerwacie przyrody Biegener Hellen.
Kilkaset metrów na południowy wschód od jeziora znajduje się wzgórze Priesterberg  wysokie na 82,2 m.